# Vonage
Vonage è una compagnia di rete VoIp che offre servizi di telefonia con connessione a banda larga.
È stata Vonage a condurre la voce attraverso la banda larga (VoBB, Voice over Broad Band) e l'industria della telefonia a banda larga attraverso le sue strategie aggressive per il mercato consumatori (consumer) negli Stati Uniti, in Canada, Regno Unito e altri paesi globalmente.
Vonage ha sede a Edison, New Jersey, ma è situata a Holmdel (New Jersey) in un edificio occupato precedentemente da Prudential Financial.
Partendo dagli Stati Uniti si è estesa in Canada nell'aprile del 2004 e nel Regno Unito nel gennaio del 2005.
A partire dal 2019 Vonage ha registrato circa 1,1 milioni di linee di abbonati e un fatturato consolidato di $ 1,19 miliardi. Attraverso una serie di acquisizioni a partire dal 2013, Vonage, in precedenza un fornitore di servizi incentrato sul consumatore, ha ampliato la sua presenza nel business-to-business. L'offerta di Vonage include comunicazioni unificate, applicazioni per contact center e API di comunicazione.
Dal 21 Luglio 2022 Vonage diventa un'azienda interamente controllata da Ericsson.